# Ursulinenkloster Erfurt

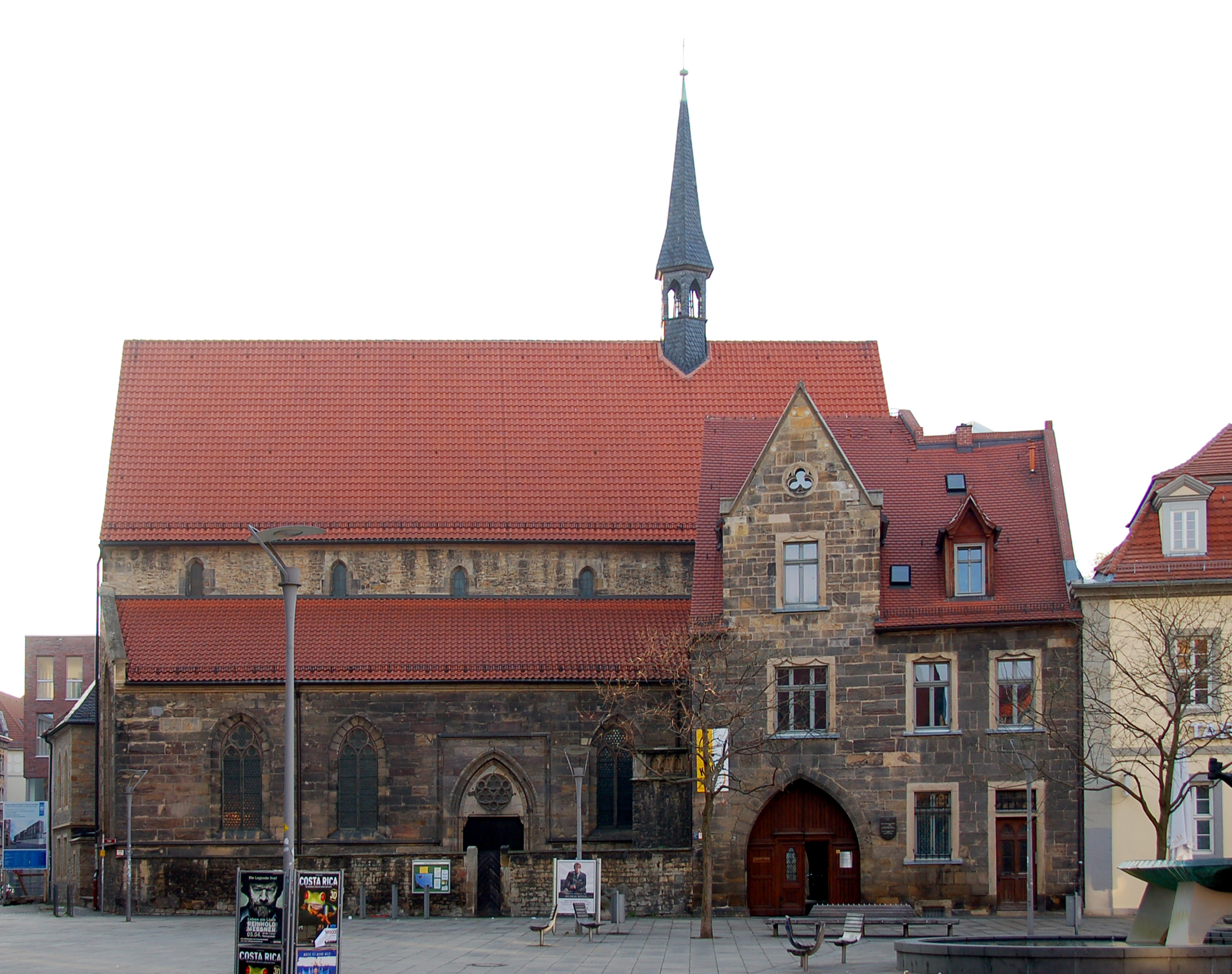
Ursulinenkloster

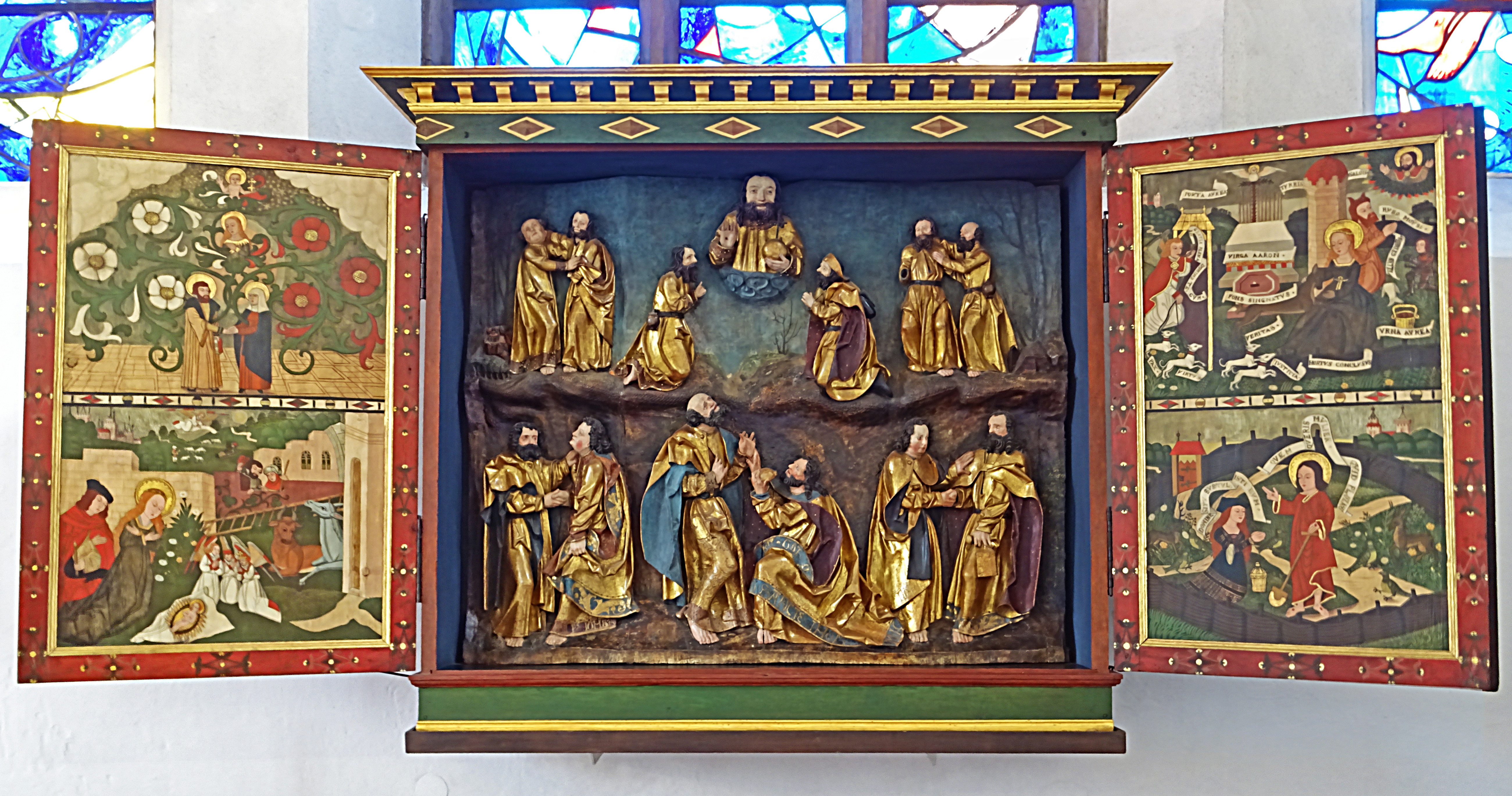
Apostelaltar (um 1520)

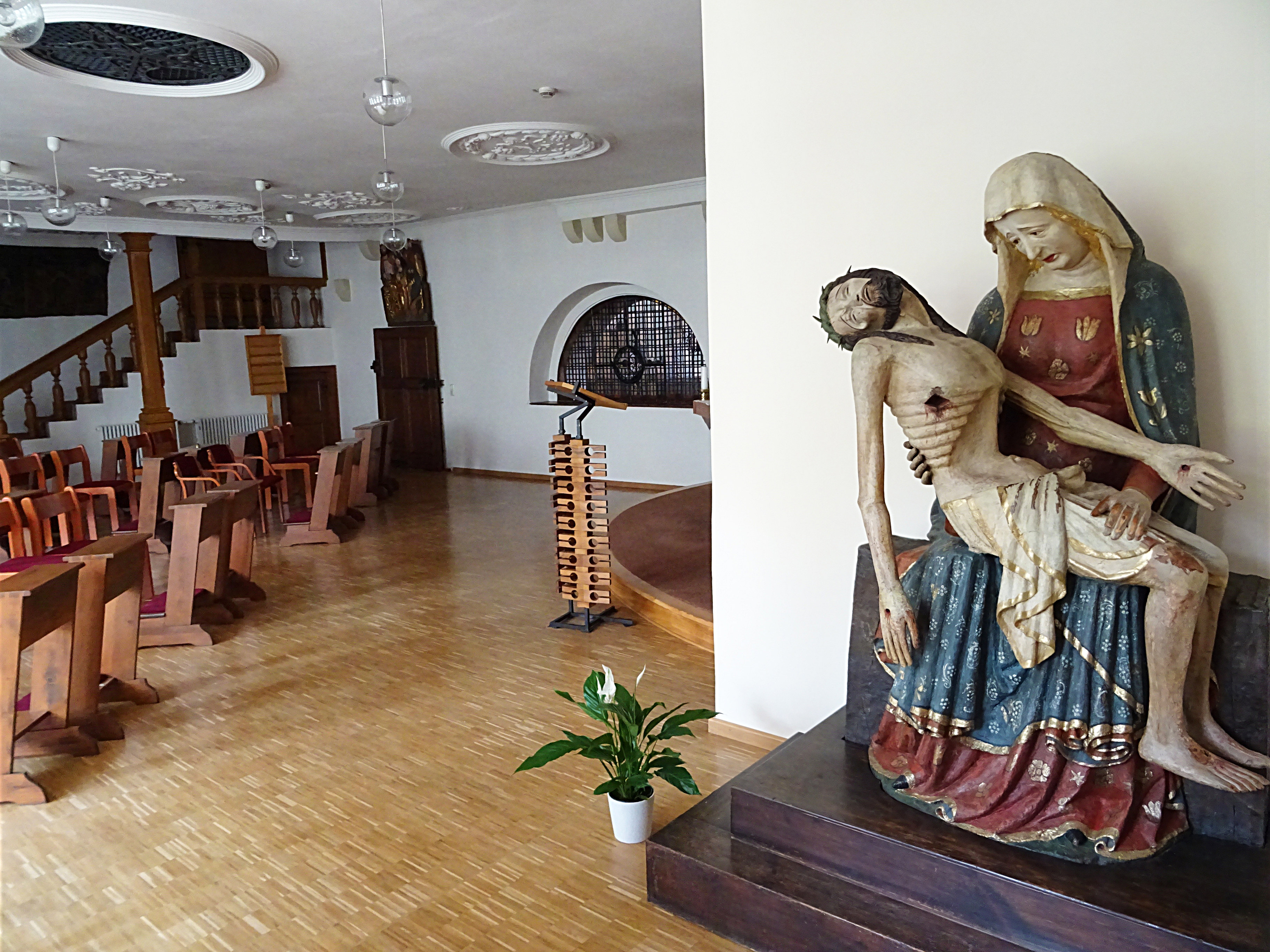
Pietà aus der Zeit der Magdalenerinnen (1340) im „Chörchen“

Das Ursulinenkloster ist neben dem Augustinerkloster das zweite noch bestehende Kloster in Erfurt. Es liegt direkt am Anger im Zentrum der Altstadt.

## Geschichte
Das Kloster wurde um 1136 mit romanischer Kirche und Fremdenhospiz für Augustiner-Chorfrauen gegründet. 1183 stellte Kaiser Friedrich Barbarossa einen Schutzbrief für das Angerkloster aus, der im Erfurter Stadtarchiv erhalten ist. Nach 1200 übernahmen Magdalenerinnen, auch Weißfrauen genannt, das Kloster bis zur Auflösung in Folge der Reformation im 16. Jahrhundert. 1667 übernahmen Ursulinen das leerstehende Kloster und nutzen es bis heute; ihre Hauptaufgabe sehen sie in der Bildung und Erziehung von jungen Mädchen, später auch Kindern und Erwachsenen. Ihre diesbezügliche Tätigkeit wurde in der Zeit des „Kulturkampfs“ 1879 bis 1887, während der NS-Herrschaft und zur Zeit der SBZ und der DDR eingeschränkt oder aufgehoben.
Die heutige Klosterkirche wurde in gotischem Stil in der zweiten Hälfte des 13. Jahrhunderts errichtet, nachdem die Vorgängerkirche abgebrannt war. 1895 bis 1897 erfolgte eine „gründliche Renovierung“ der Kirche. Dabei wurden die Grabplatten Erfurter Patrizierfamilien aus dem Boden der Kirche gelöst und im Kleinen Angerfriedhof aufgestellt. 1935 wurde die Klosterkirche erneut eingehend renoviert. Bei einem Bombenangriff am 20. Juli 1944 brannte sie völlig aus. Beim Wiederaufbau wurden Raum und Ausstattung neu gefasst, alle Stuckdekoration weggelassen. Bilder und Plastiken kamen aus anderen katholischen Einrichtungen. Ab 1950 konnten wieder Gottesdienste stattfinden. Die Wiederaufbauarbeiten dauerten bis 1958. Farbige Glasfenster von Antonin Kloúda (Prag) wurden 1983 eingebaut. Nach der Wende wurde die Kirche gründlich restauriert.
Noch aus der Gründungszeit des Klosters um 1136 stammt die Bruchsteinmauer des Konventsgebäudes. Danach erfolgten über die Jahrhunderte zahlreiche Neu- und Erweiterungsbauten. 1672 und 1712/1713 wurden die Klosterräume im barocken Stil ausgestaltet. Als einziges Kloster Erfurts wurde das Ursulinenkloster bei der Säkularisation in Preußen 1821 nicht aufgehoben. 1854 wurde ein neues Schulgebäude errichtet, 1904 bis 1906 ein weiteres großes in der Trommsdorfstraße. Dieses diente von 1914 bis 1919 als Lazarett. Heute beherbergt es die katholische Edith-Stein-Schule. 1939 nahm das Kloster Flüchtlinge aus dem Saargebiet, 1944 bis 1946 aus den Ostgebieten auf. Bei dem Luftangriff 1944 wurden auch die Klostergebäude stark beschädigt, in der DDR-Zeit dann – teilweise einsturzgefährdet – „in mühsamer, langwieriger Kleinarbeit erhalten“. 1967 plante die Stadtverwaltung Erfurt eine Beseitigung des Klosters und den Bau von Schulgebäuden auf diesem Gelände. In den Jahren 2004 bis 2008 erfolgte eine großzügige äußere und innere Sanierung aller Klostergebäude. Diese Leistung wurde mit dem Thüringischen Denkmalschutzpreis ausgezeichnet und ermöglicht unter anderem durch einen Förderverein Ursulinenkloster, das Bonifatiuswerk der Deutschen Katholiken und Spenden früherer Schülerinnen. Die Grabplatten stehen jetzt im Innenhof des Klosters.
In der Kapelle des Klosters feierte der Religionsphilosoph Tomáš Halík im Oktober 1978 seine erste Messe.